# Rissomangelia abyssicola
Rissomangelia abyssicola é uma espécie de gastrópode do gênero Rissomangelia, pertencente a família Conidae.